# Aeroportul Kushinagar
Aeroportul Kushinagar (IATA: KBK, ICAO: VEKI) este un aeroport din Kushinagar⁠(d), Kushinagar district⁠(d), Gorakhpur division⁠(d), Uttar Pradesh, India. Aeroportul a fost tranzitat în decembrie 2022 de 1.236 de pasageri.
Situat la o altitudine de 81 m, aeroportul dispune de o singură pistă. Este operat de Airports Authority of India⁠(d).